# Undundi-Wandandi
Undundi-Wandandi är en bergskedja i Indonesien. Den ligger i den östra delen av landet, 3 300 km öster om huvudstaden Jakarta.